# ドラキュリアン
『ドラキュリアン』（原題：The Monster Squad）は、1987年公開のアメリカ合衆国の映画。
ドラキュラ伯爵を始め、狼男、フランケンシュタインの怪物、ミイラ男、ギルマンなどのモンスター軍団と怪物同好会の少年たちの闘いを描いたホラー・コメディ映画。ピーター・ハイアムズ製作総指揮、特撮はリチャード・エドランド、モンスター造型はスタン・ウィンストンが担当。

## あらすじ
1887年のトランシルヴァニア。ヴァン・ヘルシング博士は、ドラキュラ伯爵を異次元に吸い込ませるために、魔法の石の前で処女に呪文を唱えさせるが、ドラキュラではなく、ヴァン・ヘルシング博士が吸い込まれてしまった。
それから100年後、アメリカのとある田舎町に住む小学生のショーン、パトリック、ホレス、ユージーンは、「怪物同好会」と称して毎日のように集まり、怪物話を夢中になって語り合っていた。
その頃、ある飛行機の荷物室から1匹のコウモリがフランケンシュタインの入った木箱と共に逃げ出す。コウモリの正体はドラキュラで、ドラキュラは仲間のモンスター達のフランケンシュタイン、ミイラ男、狼男、ギルマンを現代に蘇らせた。ドラキュラの目的は、善と悪の世界のバランスをコントロールする護府の光る石を人間から取り戻すことだった。そして、その石がショーン達の住む田舎町にあることを突き止めた。
ドラキュラ達が復活したことを知ったショーン達は仲間と共に戦いの準備を始める。一方、ショーンは母がどこからか手に入れたドイツ語の本を持っていた。この本にはモンスターの謎を解き明かす内容が書かれてあるらしいのだ。ショーン達はその本を解読するため、子供達から「恐怖のドイツ人」とよばれている近所のドイツ人の家に向かう。「恐怖のドイツ人」は噂とは違って実はいい人で、本の内容を訳してくれた。
その本には、善の力を凝縮した魔法の石の存在すること、100年に1度善悪の均衡が崩れ、魔法の石が壊れやすくなること、その前に魔法の石を手に入れ、処女に呪文を唱えてもらう儀式を行うことで、悪を永遠に辺獄の穴へ飲み込ませることができることが書かれていた。そして、ちょうど明日の夜が、その「100年に1度」にあたることが判明、ショーン達は魔法の石と処女探しに奔走する。
そんなショーン達の前に、ショーンの妹のフィービーがフランケンシュタインを連れて現れた。フランケンはドラキュラの仲間でありながら純粋な心を持っており、フィービーと友達になっていた。ショーン達はフランケンやドイツ人の協力も得て、ドラキュラ率いるモンスター軍団を迎え撃つ。

## キャスト
※括弧内は日本語吹替
町の人々
- ショーン: アンドレ・ガワー（英語版）（亀井芳子）
- パトリック: ロビー・カイガー（近藤玲子）
- ホレス（デブチン）: ブレント・シャレム（喜田あゆ美）
- ルディ: ライアン・ランバート（石田彰）
- フィービー: アシュレイ・バンク（増田ゆき）
- ユージン: マイケル・ファウスティーノ（大谷育江）
- デル: スティーヴン・マクト（水野龍司） - ショーンの父
- エミリー: メアリー・エレン・トレイナー（弥永和子） - ショーンの母
- 怖いドイツ人のおじさん: レオナルド・チミノ（英語版）（伊井篤史）
- サピア刑事: スタン・ショウ（牛山茂）
- パトリックのお姉さん: リサ・フラー（英語版）（岡村明美）
- E.J.: ジェイソン・ハーヴェイ（斉藤周）
- 輸送機パイロット: デヴィッド・プローヴァル（岩田安生）

モンスターたち
- ドラキュラ伯爵: ダンカン・レガー（秋元羊介）
- フランケンシュタインの怪物: トム・ヌーナン（小野英昭）
- 狼男: カール・ティボールト
- 狼男（変身前）: ジョン・グリース（坂東尚樹）
- ミイラ男: マイケル・マッケイ
- 半魚人: トム・ウッドラフ・ジュニア（英語版）
- ドラキュラの花嫁: マリー・オールビー、ジョーン＝キャロル・バロン、ジュリー・メリル
- ヴァン・ヘルシング教授: ジャック・グイリム（英語版）（塚田正昭）
- 冒頭ナレーション（坂東尚樹）